# Apaturies

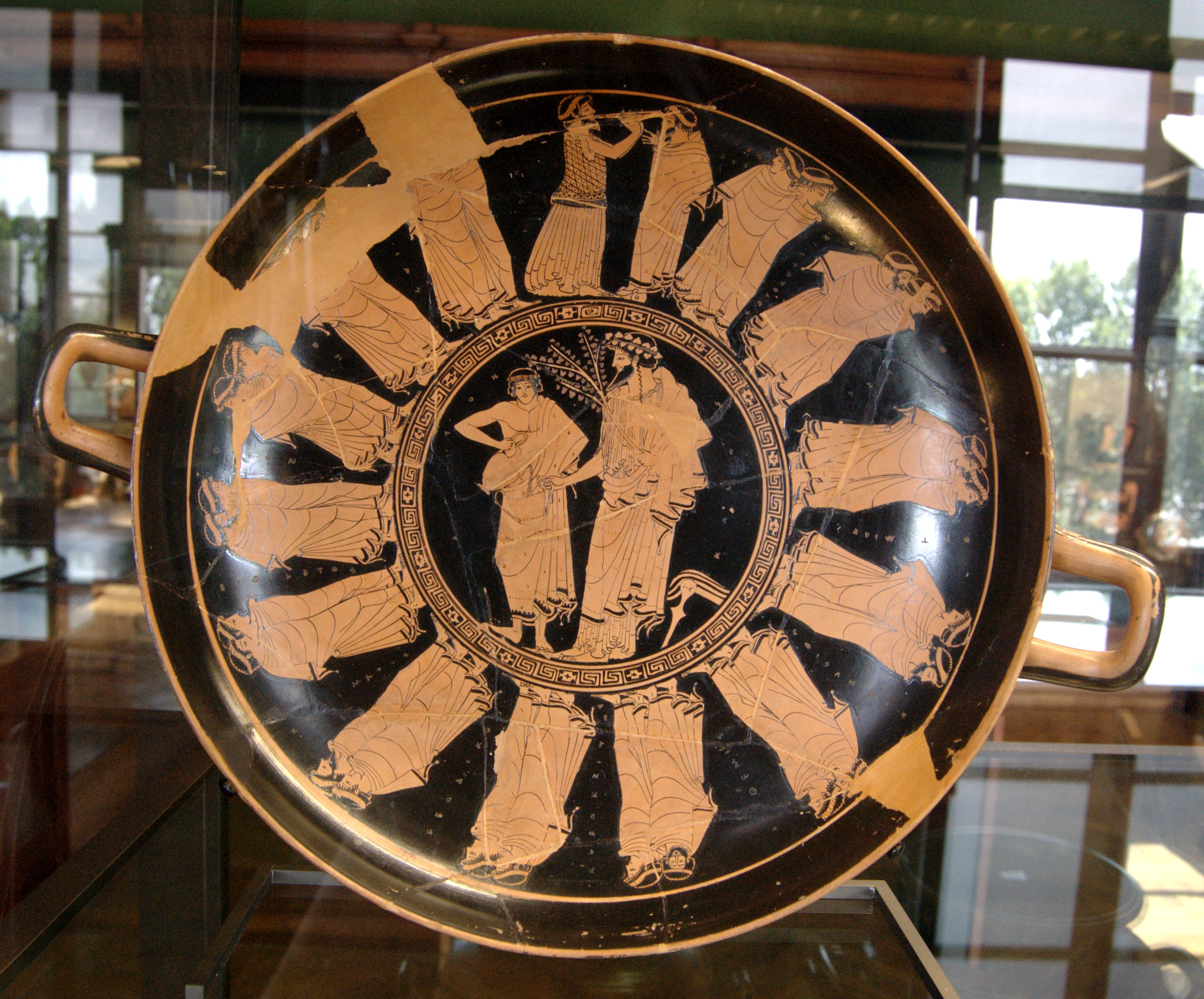
Procession de jeunes hommes. Peut-être une représentation de la fête des Apatouries. Kylix attique à figures rouges, vers 480 av. J.-C., Musée du Louvre).

Les Apaturies ou Apatouries (en grec ancien : Άπατούρια) sont une fête des familles et des groupes de familles dans la Grèce antique ; ces festivités religieuses, communes à tous les Ioniens, se déroulaient dans le cadre familial, dans plusieurs régions de Grèce ; elles semblent d’origine, ou du moins, d’inspiration athénienne. 
C’est la fête des phratries, ces clans qui se disent issus d’un même ancêtre. On y discutait des affaires de la phratrie et elles avaient un rôle d’état civil puisqu’à cette occasion on enregistrait les adolescents et les nouvelles épouses légitimes. Chez Platon, le personnage de Critias se souvient d’y avoir participé à l’âge de dix ans. 

## Les fêtes
Le nom Apatouria dériverait de άμαπατόρια amapatoria, indo-européen *sm-ph2tor-u-, soit la fête de « ceux qui ont le même père ». 
À Athènes, elles étaient célébrées au cours du mois de Pyanepsion, à l'automne, en octobre. Une légende faisait remonter son origine à une guerre entre les Athéniens et les Béotiens au XIIe siècle av. J.-C. et faisait dériver son étymologie de ἀπάτη / apaté / ruse, en référence à une ruse qui permit l’élimination du roi béotien. Dionysos y avait sa place en tant que « feu du lignage » et du fait de sa tricherie qui avait permis au héros athénien Mélanthos de vaincre Xanthos, le roi de Thèbes.
Les Apatouries duraient trois jours. Le premier jour (δόρπεια / dorpeia) était surtout marqué par un banquet en soirée des phratries (nouveau-nés et jeunes mariés). Le deuxième jour (άνάρρυσις / anarrhysis) comportait un sacrifice public, c’est-à-dire financé par l’État. Le nom de la journée dérive du verbe grec désignant l’action de tirer vers l’arrière la tête de l’animal sacrifié pour l’égorger. Le troisième jour ( ἡ κουρεῶτις ἡμέρα / Κoureotis heméra / jour de la coupe des cheveux ), le père d’un enfant légitime né depuis les dernières Apatouries amenait ce dernier se faire inscrire sur les registres de la phratrie après le sacrifice appelé meion. Vers les 16 ans, les jeunes hommes, après le sacrifice dit « koureion » se tondaient les cheveux (ou juste une boucle) et le dédiaient à Artémis. Si personne ne s’y opposait, le père devait offrir en sacrifice une brebis ou une chèvre à Zeus Phratrios et Athéna Phratria, ainsi qu'à Héphaistos, en tant que protecteur du foyer et de la vie familiale, à Athènes ; par serment il confirmait la légitimité de son fils. Les membres de l’assemblée de la phratrie votaient alors la réception de l’enfant au sein de la phratrie. Si le vote était négatif, le père pouvait saisir la justice. Si les tribunaux lui donnaient raison, l’enfant était reçu dans la phratrie et ceux qui s’y étaient opposés pouvaient être condamnés à une amende. 
D’après Hérodote, les Apatouries étaient célébrées dans les principales cités ioniennes à l’exception notable d’Éphèse et Colophon, exclues pour meurtre. Dans ces communautés ioniennes, c’est Aphrodite Ἀπατουριάς qui présidait parfois à cette fête familiale. D’après le grammairien Hésychios d'Alexandrie, la fête des Apatouries était parfois suivie d'une quatrième journée, appelée epibda (en grec ancien : ἐπίβδα), mais d'autres disent que ce terme désignait plus généralement tout lendemain de fête.

## Sources
- (en + grc) Souda (lire en ligne) (fragment : alpha, 2940)
- Hérodote, Histoires [détail des éditions] [lire en ligne], I, 147.
- Dictionnaire des antiquités grecques et romaines, C. Daremberg, E. Saglio ; article : Apaturia